# Consac
Consac település Franciaországban, Charente-Maritime megyében. Lakosainak száma 235 fő (2022. január 1.). Consac Nieul-le-Virouil, Plassac, Saint-Ciers-du-Taillon, Saint-Dizant-du-Bois, Saint-Sigismond-de-Clermont, Semillac és Semoussac községekkel határos.

## Népesség
A település népességének változása:
| Lakosok száma | 260  | 234  | 210  | 237  | 231  | 219  | 211  | 225  | 232  | 235  |
|               | 1968 | 1982 | 1990 | 2006 | 2013 | 2015 | 2017 | 2019 | 2020 | 2022 |